# Dex (відеогра)
Dex — це рольова гра сайд-скроллер, розроблена та опублікована чеською студією Dreadlocks Ltd. Кошти на розробку було зібрано на Kickstarter, реліз гри відбувся у 2015 році.

## Геймплей
Dex — це 2D-гра сайд-скроллер із елементами платформера, орієнтована на дослідження та нелінійний геймплей в жанрі РПГ. Гравець грає за героїню на ім'я Декс і отримує квести від NPC. Кожен квест має кілька можливих рішень, і розвиток події залежить від його рішень. Гравець отримує очки досвіду за кожен виконаний квест або вбитого ворога. Вони в подальшому використовуються для прокачки головного героя, вона отримує нові навички, що потрібні для подальшого проходження або просто полегшують гру, змінюють її стиль.

## Сюжет
Події гри розгортаються в вигаданому місті Харбор-Прайм. Тут і проживає головна героїня Декс. Харбор Прайм — це місто, яке контролюється великими корпораціями, інтегрованими в таємну владу, відому як Комплекс. Декс стає ціллю Комплексу, який посилає до неї своїх вбивць. Однак її рятує хакер, відомий як Рейкаст, який направляє її в схованку до свого друга. Рейкаст виявляє, що Декс — це «фрагмент Kether». Kether була найдосконалішою програмою штучного інтелекту, створеною Комплексом. Після втрати контролю проект був закритий. Декс стає частиною опору проти Комплексу. В подальшому гравцеві доведеться вирішити чи приєднатися до Комплексу, чи стати одним цілим із Kether, чи знищити Комплекс.

## Розробка
Гра була анонсована на Game Developers Session 2012, і спочатку реліз планувався на 2013 рік. Наприкінці 2012 року розробники розпочали кампанію Kickstarter, яка стартувала 12 листопада, студія попросила 14 000£. Сума була досягнута через тиждень, в загальному на гру було зібрано 30 647£. 4 листопада гра получила зелене світло в Steam.
Перша альфа-версія була випущена в достроковий доступ 14 серпня 2014 року. Вона включала обмежену кількість квестів та локацій. Друга версія була випущена через три місяці, включаючи більше квестів, локацій та персонажів.
Гра вийшла у бета доступ 1 квітня 2015 року, додавши майже всі елементи фінальної гри, включаючи сюжет, і була опублікована лише в Steam Beta Build. Остаточна версія вийшла 7 травня 2015 р.
Фізична версія, вироблена видавцями PQube та BadLand Games для консолі PlayStation 4, вийшла 29 липня. Згодом було випущено фізичну версію і для Nintendo Switch.